# Tłokowisko
Tłokowisko – (Niem.: Försterei Brunstplatz) osada leśna w Polsce położona w województwie warmińsko-mazurskim, w powiecie iławskim, w gminie Iława.
W latach 1975–1998 miejscowość należała administracyjnie do województwa olsztyńskiego.
Według danych z 16 kwietnia 2005 roku osada liczyła 2 mieszkańców.
Znajduje się tu ośrodek wypoczynkowy TVP S.A.